# Audiosurf
Audiosurf is een puzzel-/muziekspel gemaakt door Invisible Handlebar, een bedrijf van Dylan Fitterer, gebruikmakend van de Nederlandse Quest3D-engine. De banen in het spel bewegen op de muziek die de speler kiest, terwijl de speler een voertuig beweegt over een aantal lanen en gekleurde blokken oppakt. Audiosurf is lange tijd alleen verkrijgbaar geweest via Steam, maar is in Europa ook in de winkel uitgebracht.

## Gameplay
In Audiosurf bestuurt de speler een zwevend voertuig, vergelijkbaar met Wipeout en F-Zero. De speler manoeuvreert het voertuig langs een kleurrijke "snelweg" terwijl er blokken verzameld worden, vergelijkbaar met Klax. De muziek in het spel wordt door de gebruiker zelf gekozen, vanaf vrijwel elk DRM-vrij formaat alsook van audio-cd's. Audiosurf bevat bovendien de gehele soundtrack van The Orange Box.

## Score
Het doel van het spel is het scoren van punten door gekleurde blokken te verzamelen en daarvan clusters van drie of meer blokken te maken. Hoe meer blokken er in een cluster zitten, hoe meer punten er gescoord worden. Blokken in hete kleuren (rood en geel) zijn meer waard dan koude kleuren (blauw en paars). Er kunnen ook bonussen verzameld worden, zoals het ontwijken van grijze blokken welke obstakels zijn of alle blokken van één kleur verzameld hebben. Elke baan heeft drie medailles voor de verschillende moeilijkheidsgraden en hangen af van het aantal punten.
Nadat een baan is voltooid, wordt de score geüpload naar een centrale server samen met de lengte van de baan en de vorm, bonussen en het gebruikte karakter. Hierna wordt een overzicht van de (door anderen) behaalde scores getoond. Voor elke baan worden drie high scores gegeven, voor de Casual-, Pro- en Elite-karakters.

## Vervolg
In 2013 kwam Audiosurf 2 uit. Dit vervolg heeft meer spelmodi. Het gebruiken van eigen gekozen muziek is nog steeds een onderdeel van dit vervolg. 

## Trivia
- Het spel is opgenomen in het boek 1001 Video Games You Must Play Before You Die van Tony Mott.